# Joseph Schrijvers
Joseph Schrijvers (ur. 19 grudnia 1876 w Zutendel, zm. 4 marca 1945 w Rzymie) – belgijski redemptorysta i pisarz ascetyczny narodowości flamandzkiej.

## Biografia
Urodził się w 1876 roku w Zutendel w prowincji Limburgia w Belgii. Ukończył studia średnie w Kolegium św. Józefa w Hasselt. W 1894 roku wstąpił do redemptorystów. W tym samym roku ukończył nowicjat w Sint-Truiden. W 1895 złożył śluby wieczyste. Został wyświęcony 2 października 1900 roku po ukończeniu filozofii i teologii w Beauplateau w Belgii. W latach 1902–1913 był tam profesorem filozofii i duchowym prefektem scholastyków. W 1913 roku, na prośbę metropolity Andrzeja Szeptyckiego, przybył do ukraińskiej Galicji, gdzie założył pierwszy dom redemptorystów obrządku ukraińskiego. Pozostał na Ukrainie do 1933 roku. W tym czasie był też wizytatorem apostolskim na Ukrainie, w Kanadzie, Stanach Zjednoczonych, a w 1932 roku w Brazylii. W 1933 r. Został mianowany prowincjałem belgijskich redemptorystów, a 1936 roku Doradcą generalnym rektora. 
Był autorem wielu publikacji, głównie o tematyce ascetycznej. Przetłumaczono je na wiele języków. Jego prace liczyły 150 wydań, 600 000 kopii.

## Twórczość
- Les Principes de la vie spirituelle (1912),
- La Bonne volonté (1913),
- Le Don de soi (1918),
- Le Divin ami (1922),
- Ma mère (1925) ,
- Les Âmes confiantes (1930),
- Le Message de Jésus à son Prêtre (1932)
- Notre Père qui êtes aux cieux (1942).